# Trinidad och Tobagos fotbollsförbund
Trinidad och Tobagos fotbollsförbund, officiellt Trinidad and Tobago Football Association, är ett specialidrottsförbund som organiserar fotbollen i Trinidad och Tobago.
Förbundet grundades 1908 och gick med i Concacaf 1964. De anslöt sig till Fifa år 1944. Trinidad och Tobagos fotbollsförbund har sitt huvudkontor i staden Couva.